# Personaggi di Anfibia
Segue un elenco dei personaggi della serie animata Anfibia.

## Personaggi principali

### Anne Boonchuy
Una ragazza umana thailandese-americana di tredici anni coraggiosa, avventurosa e sicura di sé. Originaria di Los Angeles, viene teletrasportata ad Anfibia con le due migliori amiche Sasha e Marcy dopo che queste ultime l'hanno convinta a rubare e ad aprire un misterioso forziere magico nel giorno del suo tredicesimo compleanno. La ragazza viene ospitata e lega profondamente con la famiglia Plantar, imparando a migliorare sé stessa e a rivalutare le proprie amicizie passate. 
Doppiata in originale da Brenda Song e in italiano da Elena Perino

### Sprig Plantar
Una rana Dendrobatidae rosa di dieci anni (ne compie undici nella terza stagione), miglior amico di Anne ad Anfibia. Similmente a lei, è avventuroso, energico e impulsivo; è stato il primo a offrire aiuto alla ragazza al suo arrivo nel regno. Sprig ha perso i genitori quando era ancora molto piccolo e vive con il nonno Hop Pop e la sorella minore Polly, gestendo la fattoria di famiglia a Warthwood. Nel corso della storia sviluppa una cotta ricambiata per l'amica d'infanzia Ivy Sundew. Dimostra una particolare intelligenza che gli permette di essere accettato prematuramente alla Newtopia University, sebbene decida di abbandonarla in quanto non ancora pronto a sottoporsi a tale impegno. Sprig insegna Anne ad adattarsi ad Anfibia e, di rimando, assimila dalla ragazza diversi aspetti della cultura umana; quando re Andrias quasi uccide Sprig, Anne, per lo sconvolgimento, manifesta per la prima volta i suoi poteri. Indossa sempre un cappello da aviatore, regalo avuto dai genitori. Svolge un ruolo determinante nella sconfitta di re Andrias, portandogli una lettera indirizzata a lui dalla sua antenata Leif che porta il sovrano a lasciarsi abbattere da Anne e a rivoltarsi contro il Nucleo. Sprig accetta con difficoltà sia il sacrificio di Anne che il suo ritorno definitivo nel mondo umano. Prima di dirgli addio, la ragazza gli regala il suo cellulare; mesi dopo, Sprig sfrutta il telefono per catalogare le varie creature di Anfibia e decide di diventare un avventuriero partendo con Ivy alla volta di un nuovo continente. Dieci anni dopo, Anne ha chiamato una piccola rana rosa come l'amico in suo ricordo.
Doppiato in originale da Justin Felbinger e in italiano da Riccardo Suarez.

### Hopediah "Hop Pop" Plantar
Una rana Dendrobatidae arancione, nonno di Sprig e Polly. Si occupa dei nipoti da quando i loro genitori sono stati uccisi da due aironi, motivo per cui è molto protettivo nei loro confronti. Inizialmente è riluttante ad accogliere Anne in casa propria, ma nel tempo si affeziona a lei al punto da considerarla un membro aggiuntivo dei Plantar. Spesso ha dei modi di fare antiquati, ma in diverse occasioni si mostra disponibile ad assimilare elementi della cultura umana, come le serie televisive e la crema idratante. Pur essendo a conoscenza di cosa sia lo scrigno magico che ha portato Anne e le sue amiche ad Anfibia, nasconde le informazioni per paura di cosa potrebbe arrecare alla sua famiglia; l'ammissione di ciò, successivamente, porta una spaccatura tra lui e Anne, sebbene poi riescano a riconciliarsi. Ha una storia sentimentale con Sylvia Sundew e nutre una smodata passione per la recitazione, sebbene i suoi tentativi di diventare un attore non vadano mai a buon fine. Ha un banco di frutta che viene chiuso a causa di debiti; successivamente cerca di candidarsi a sindaco di Wartwood, ma non ottiene abbastanza voti, sebbene i cittadini gli mostrano comunque il loro sostegno. Il suo impegno politico viene visto come una minaccia da parte dei rospi, che cercano di sbarazzarsi di lui. Durante lo scontro finale sulla Terra, Hop Pop e i nipoti riescono a combattere e a sottomettere gli aironi che avevano ucciso i genitori di Sprig e Polly, superando le loro paure. In seguito all'addio ad Anne, Hop Pop continua a praticare l'agricoltura, includendo gli avocado californiani, e si stabilisce con Sylvia.
Doppiato in originale da Bill Farmer e in italiano da Carlo Reali (st. 1) e da Luca Dal Fabbro (st. 2-3). Bill Farmer ha affermato che quello di Hop Pop è uno dei suoi ruoli preferiti, ritenendo di avere un maggior controllo creativo sul personaggio rispetto ad altri che ha doppiato come Pippo, a causa del suo sviluppo contemporaneo alla produzione della serie.

### Polly Plantar
La sorella minore di Sprig e nipote di Hop Pop; è un girino, pertanto spesso ha bisogno dell'aiuto degli altri per essere portata in giro e tende a stare in un secchio pieno d'acqua. Nonostante la sua giovane età, ha un carattere intraprendente e avventuroso. Non ama le attività considerate "per ragazze", sebbene, in un'occasione, Anne cerchi di impartirgliele senza successo. Trova disgustoso qualsiasi cosa correlata al romanticismo e a volte sfrutta il suo aspetto tenero per convincere le persone a fare quello che vuole. Tuttavia, ha paura di dormire da sola e può irritare gli altri con il suo comportamento infantile, temendo di essere abbandonata dalla sua famiglia per questo prima di rendersi conto che la amano incondizionatamente. Durante il primo scontro con re Andrias, a Polly crescono un paio di gambe. Sulla Terra impara fluentemente il thailandese grazie alle soap opera che guarda in tv e sviluppa una passione per la meccanica, la robotica e l'elettronica; inizia ad assumersi delle responsabilità prendendo sotto la sua cura Ranobot, un robot difettoso appartenuto in precedenza alle schiere di droidi di Andrias. Durante la battaglia finale, Polly riesce a superare le sue paure affrontando con Hop Pop e Sprig gli aironi che avevano ucciso i genitori suoi e di Sprig. Nove mesi dopo la sconfitta del Nucleo, Polly è diventata una rana quasi matura e continua a dedicarsi alla meccanica. Assiste con Sprig all'inaugurazione di una statua in onore di Anne.
Doppiata in originale da Amanda Leighton e in italiano da Giulia Franceschetti.

### Sasha Waybright
Una ragazza umana di tredici anni, figlia di genitori divorziati e amica di infanzia di Anne e Marcy; fecero amicizia da bambine, quando Sasha intervenne per difendere le altre due da delle bulle. Crescendo, Sasha sviluppò un atteggiamento autoritario e manipolatorio, spingendo Anne e Marcy (soprattutto Anne) a compiere azioni trasgressive con conseguenti punizioni. Il giorno del tredicesimo compleanno di Anne, Sasha la convince a marinare la scuola e a ritardare alla festa organizzata dalla sua famiglia per rubare un "regalo", ossia un misterioso scrigno ingioiellato che Marcy ha visto in un negozio. Tale oggetto teletrasporta e divide le ragazze nel regno di Anfibia; Sasha viene immediatamente catturata dai rospi, che la imprigionano su ordine del loro capo, Grime. Grazie al suo carisma e alle sue capacità in combattimento (dovuto al suo ruolo di cheerleader), si guadagna la sua fiducia e diventa la sua nuova luogotenente, riuscendo a dare lustro allo scadente esercito di rospi. Nonostante le sue tendenze tossiche, Sasha si cura sinceramente delle sue amiche e vuole riunirsi con loro per tornare a casa. Quando incontra Anne, quest'ultima si rivolta contro di lei nello scopre che Sasha sta aiutando i rospi a conquistare le terre circostanti ai danni del popolo delle rane e che intendono giustiziare Hop Pop per il suo involontario ruolo che ha nell'opposizione. Nello scontro che ne segue, Sasha rischia di cadere da un precipizio e viene salvata da Grime, con cui fugge. Sasha e Grime stringono un legame profondo, tanto che Sasha riconosce che è il suo unico amico e lo aiuta a ripristinare la sua reputazione dei ranghi dei rospi. Ritenendo di aver perso per sempre l'amicizia con Anne, Sasha decide con Grime di conquistare Newtopia con la forza, soprattutto dopo aver scoperto che Anne e Marcy stanno facendo squadra, per dimostrare di riuscire a cavarsela da sola. Come parte del loro piano, Sasha e Grime si riuniscono con le due ragazze e con i Plantar sostenendo di essere cambiati e riguadagnandosi la loro fiducia; sebbene Sasha sembri pentirsi, lei, Grime e i rospi cercano ugualmente di attuare il loro tradimento, scoprendo nel frattempo gli oscuri propositi di re Andrias. In seguito, Anne e i Plantars tornano a Los Angeles, mentre Marcy viene ferita gravemente da re Andrias, che la fa prigioniera; Sasha si pente definitivamente delle sue azioni e, insieme a Grimme, guida i cittadini di Wartwood in una ribellione contro il regime dispotico di Andrias. Tempo dopo, Anne e i Plantars fanno ritorno ad Anfibia e Sasha cerca di passare il comando all'amica in quanto teme di rovinare nuovamente il loro rapporto, ma Anne, che è pessima in tale ruolo, la rassicura dicendole di nutrire fiducia nel suo cambiamento. Durante lo scontro finale, Sasha perdona Marcy per il suo tradimento e la salva dal controllo mentale del Nucleo. Una volta riunite, le tre ragazze assorbono il potere delle gemme per sconfiggere definitivamente il Nucleo; Sasha è costretta a passare la gemma rosa ad Anne, affinché usi le tre pietre insieme per distruggere il Nucleo. Sasha si saluta con Grime prima di tornare definitivamente sulla Terra con le amiche. Dieci anni dopo, Sasha si è laureata in psicologia ed è diventata una consulente infantile, sebbene mantenga il suo spirito duro e determinato. Pur essendosi allontanata con la crescita da Anne e Marcy, si ritrova con le vecchie amiche per festeggiare il compleanno di Anne.
Doppiata in originale da Anna Akana e in italiano da Joy Saltarelli. Matt Braly ha confermato che Sasha è bisessuale, come implicato da un adesivo a forma di cuore con i colori della bandiera di tale orientamento visibile sulla sua auto nell'epilogo; inoltre, ha affermato che la personalità di Sasha è ispirata a quella di un suo amico.

### Capitano Grime
Un rospo delle canne con un occhio solo, ex sovrano di Torri dei Rospi. A causa del suo comportamento tirannico, i suoi sottoposti sono demotivati e incompetenti, finché Sasha, che ha catturato credendo una spia, non accetta di aiutarlo a migliorare le truppe per conquistare i territori circostanti. Accorgendosi delle qualità di Sasha nel comando, Grime la nomina suo luogotenente. I due prendono di mira i cittadini di Wartwood per far giustiziare Hop Pop, il quale ha involontariamente mosso una ribellione contro i rospi; quando Anne si oppone, Grime decide di far combattere le due ragazze per decidere le sorti di Hop Pop. Ne consegue la distruzione di Torri dei Rospi e Grime, dopo aver salvato Sasha (dimostrando di curarsi sinceramente del suo benessere) fugge con lei e il loro esercito. L'accaduto porta gran parte dei rospi ad abbandonare Grime, il quale viene bollato come traditore da Newtopia, che mette una taglia sulla sua testa, di conseguenza lui si deprime e diventa pigro. Sasha lo sprona a rimettersi in sesto e insieme progettano di conquistare Newtopia. Per farlo, recuperano con successo il Martello di guerra di Barrel per riottenere il rispetto dei rospi e si guadagnano con successo la fiducia di Anne, delle rane e di Marcy aiutandoli a recuperare le gemme magiche dello scrigno. Durante il colpo di stato, Sasha e Grime scoprono che re Andrias ha degli oscuri propositi con lo scrigno magico, ma vengono sconfitti da Anne e dai suoi alleati prima che possano avvertirli. Andrias rivela i suoi intenti conquistatori del multiverso e Grime aiuta Anne e i Plantars a raggiungere Los Angeles, mentre lui e Sasha sono costretti a fuggire dopo che Andrias ha ferito gravemente Marcy. I due trovano rifugio a Wartwood e Sasha convince Grime a rimanere lì per guidare la resistenza con le rane. Viene costretto ad addestrare Sprig quando torna ad Anfibia con Anne, Polly e Hop Pop; sebbene inizialmente tra i due ci sia una forte ostilità, finiscono per rispettarsi vicendevolmente. Durante la battaglia finale, Grime e Sasha combattono Darcy, che è stata posseduta dal Nucleo, e Grime perde un braccio nel proteggere Sasha, pur sopravvivendo. Dopo il salvataggio di Anfibia, Grime si saluta con Sasha prima che lei torni definitivamente sulla Terra con Anne e Marcy. Nove mesi dopo, Grime si è ripreso dalla ferita e lavora con le altre razze di Anfibia come esploratore e delegato di pace.
Doppiato in originale da Troy Baker; in italiano è doppiato da Roberto Draghetti (st. 1) e da Pasquale Anselmo (st. 2-3)

### Marcy Wu
Una ragazza umana di tredici anni, migliore amica di Anne e Sasha da quando sono bambine. È estremamente goffa e distratta (tanto da dipendere costantemente dalle sue amiche) ma, allo stesso tempo, intraprendente, intellettuale e dotata di una mente strategica, dovuta alla sua passione per i giochi di ruolo. Fatica a venire a patti con la consapevolezza che, crescendo, sta maturando interessi diversi da Sasha e Anne. Il giorno del tredicesimo compleanno di Anne, Marcy apprende dai genitori che si trasferiranno a causa del lavoro del padre; devastata all'idea di separarsi dalle sue amiche, Marcy nota un misterioso carillon ingioiellato in un negozio di antiquariato e, ricordandosi di aver letto in un libro delle sue proprietà magiche, propone alle amiche di rubarlo, nella speranza di andare con loro in un altro mondo per rimanere sempre insieme. Le tre, aprendo lo scrigno, finiscono ad Anfibia, pur separandosi durante il tragitto; Marcy finisce nella capitale Newtopia, dove entra rapidamente nelle grazie di Re Andrias. Si riunisce con Anne dopo diversi mesi e Anne realizza che l'amica, pur avendo mantenuto la sua goffaggine, è diventata più avventurosa e capace di prendersi cura di sé stessa, oltre che a essere divenuta una vasta conoscitrice di Anfibia e dei suoi abitanti. Marcy aiuta Anne e i Plantar a fare ricerche sulla Calamity Box per tornare a casa; durante le prove per recuperare le gemme necessarie, Marcy riconosce di dover prestare più attenzione alle persone a cui tiene. Durante il periodo a Wartwood, stringe amicizia con Maddie Flour per il loro interesse in comune per la magia. In seguito, re Andrias rivela di voler usare lo scrigno per dare il via alla sua campagna di conquista di altri mondi e svela a Sasha e Anne che Marcy le ha indirizzate appositamente a rubare lo scrigno conoscendo le sue capacità magica; Marcy cerca di giustificare le sue azioni alle amiche, le quali sono ferite e arrabbiate nello scoprire di essere state manipolate. Preda al rimorso per le sue azioni, nello scontro che ne segue Marcy salva Sprig dopo che re Andrias cerca di ucciderlo gettandolo dalla finestra, poi si impossessa della Calamity Box e apre un portale per Los Angeles, consentendo ad Anne e ai Palmer di tornare sulla Terra; prima che possa seguirli, Andrias la trafigge al petto con la spada, ferendola gravemente. Andrias mette il corpo di Marcy in una vasca di rianimazione sospesa per guarirla e sfruttarla ulteriormente, finché Lady Olivia e il generale Yunan non la salvano in un tentativo di farsi aiutare ad abbattere Andrias. Quest'ultimo però sventa il loro piano e Marcy, catturata nuovamente, viene sottoposta al controllo del Nucleo, che prende possesso del suo corpo e si fa chiamare "Darcy". La mente di Marcy viene rinchiusa in una prigione volta ad alimentare i suoi desideri, ovvero vivere per sempre in un mondo fantastico insieme a Sasha e Anne. Realizzando che tale desiderio è solo un'illusione e che non può decidere per le sue amiche, Marcy si oppone e viene successivamente liberata dal controllo da Sasha, riunendosi con lei e Anne, che la perdonano. Il rapporto che Marcy ha stretto con Andrias si rivela un elemento fondamentale per il pentimento di quest'ultimo, che finisce per ribellarsi a sua volta dal Nucleo. Marcy assorbe il potere della gemma verde per combattere il Nucleo e accetta con dolore il sacrificio di Anne, che poi viene riportata in vita dopo aver distrutto il nemico. Torna sulla Terra con le amiche dopo aver detto addio a Olivia, Yuan e a un pentito Andrias. Dieci anni dopo, Marcy è diventata un'autrice di webcomic; pur essendosi allontanata da Sasha e Anne durante la crescita, le tre si ritrovano per festeggiare il compleanno di Anne.
Doppiata in originale da Haley Tju e in italiano da Emanuela Ionica. 

### Re Andrias Leviathan
Un'imponente salamandra gigante cinese, re di Anfibia. Apparentemente è un sovrano giovale e simpatico, che si offre di aiutare Anne e i suoi amici a tornare sulla Terra, ma in realtà intende sfruttarli per ottenere la Calamity Box e usarlo per i suoi scopi di conquista. Da giovane era molto legato ai suoi due migliori amici, il rospo soldato Barrel e la rana giardiniera Leif; Leif ebbe una visione apocalittica riguardante la Calamity Box e avvertì Andrias del pericolo che avrebbe comportato usarlo, ma Aldrich, il re e padre di Andrias, manipolò il figlio facendogli credere che Leif fosse una traditrice. L'avvenimento portò alla fuga di Leif con la Calamity Box e provocò una spaccatura tra i popoli delle rane, dei rospi e delle salamandre. Crescendo, Andrias divenne totalmente assoggettato ad Aldrich, che successivamente venne assimilato nel Nucleo, una raccolta di tutte le più grandi menti di Anfibia a cui Andrias è devoto e con cui comunica tramite la sua corona. Con l'arrivo di Marcy ad Anfibia, Andrias finisce per affezionarsi alla ragazza, sebbene continui a perseguire il proposito del Nucleo di annullare una profezia che riguarda la Calamity Box, che intende recuperare. Quando Anne e i suoi amici ottengono le gemme magiche necessarie per caricare la Calamity Box, Andrias rivela i suoi veri intenti di conquista di altri mondi. Nello scontro che ne segue, Andrias pugnala Marcy al petto per impedirle di fuggire con lo scrigno magico, sebbene lei riesca prima a usarlo per mandare Anne e i Plantar sulla Terra. Vedendo Anne come l'unica minaccia ai suoi piani, Andrias manda varie minacce contro di lei per ucciderla, mentre schiavizza Anfibia con il suo nuovo esercito di robot. Dopo aver curato Marcy, pur con riluttanza Andrias la pone sotto il controllo del Nucleo, che prende possesso del corpo della ragazza e si ribattezza "Darcy". In seguito, Andrias guida un'invasione sulla Terra e si trova a combattere Anne, che ha assorbito il potere della gemma blu. Tuttavia, Andria viene destabilizzato quando Sprig gli porta una lettera scritta anni addietro da Leif, nella quale lei esprimeva dispiacere per il suo gesto ed esprimeva i sentimenti che nutriva per lui. La scoperta lo addolora al punto che si lascia sconfiggere da Anne, rivelando di aver sostituito gran parte del suo corpo con elementi robotici per prolungare la sua vita. Successivamente, Andrias viene messo agli arresti; quando il Nucleo minaccia di distruggere Anfibia, Andrias si ribella alla sua influenza e guida il suo esercito di robot ad aiutare Anne e le sue amiche a sconfiggerlo. Pentito per le sue azioni, dice addio a Marcy prima che quest'ultima torni in definitiva sulla Terra. Nove mesi dopo, Andrias sta scontando la pena per i crimini commessi con serenità, aiutando a ricoltivare i territori di Anfibia. Ha rinunciato a ricorrere alla robotica per mantenere la sua vita longeva, pertanto sta invecchiando visibilmente.
Doppiato in originale da Keith David e in italiano da Simone Mori e da Alessandro Ballico (solo nell'episodio Marcy alle porte). La caratterizzazione del personaggio è ispirata a quella di Vandrick del videogioco Dark Souls II.

## Il Nucleo / Darcy
Un'entità meccanica malvagia con molteplici occhi a cui Re Andrias è devoto. Si tratta di un'Intelligenza Artificiale composta dalle memorie collettive delle più grandi menti di Anfibia, tra cui Aldrich, il padre di Andrias. Si presume che le sue azioni siano dettate dalla loro paura di morire, ragion per cui decidono di sfruttare il corpo di Marcy come ospite fisico, ribattezzando tale forma "Darcy". L'entità intende usare la Calamity Box, andata perduta da tempo, per portare avanti una campagna di conquista dei mondi. Durante la battaglia finale, Darcy si scontra con Sasha e Grime; riesce a tagliare un braccio a Grime, ma Sasha libera Marcy dal controllo mentale. Il Nucleo riesce a fuggire e, non riuscendo ad accettare la sconfitta, torna ad Anfibia per manovrare la luna affinché si schianti sul regno e lo distrugga totalmente. Andrias, pentitosi per le sue azioni, si rivolta contro il Nucleo, poi Anne riesce ad eliminarlo e a sventare il suo piano, grazie all'utilizzo delle tre gemme.

## Personaggi ricorrenti

### Abitanti di Wartwood
- Barry: Un venditore di bacche, apparentemente allegro e amichevole ma con un animo malvagio.[45] Quando Anfibia cade preda del totalitarismo di Andrias, Barry si mette a capo di un gruppo di predoni che razziano il regno e la popolazione. Dopo aver catturato un gruppo di ribelli, cerca di consegnarli a re Andrias, ma loro si liberano e Maddie trasforma Barry in una gallina, così che gli altri predoni cerchino di catturarlo per mangiarlo.[46] Doppiato in originale da Keith Silverstein.
- Bessie: Una lumaca viola gigante che funge da mezzo di trasporto per la famiglia Plantar; Hop Pop la vinse anni addietro e, come dimostrazione di fiducia nei confronti di Anne, le insegna a guidarla.[47] Quando la famiglia viaggia a Newtopia, Bessie traina il loro carro.[48] Successivamente diventa una figura materna per MicroAngelo, una piccola lumaca di proprietà di Polly.[49] Mesi dopo la battaglia finale, ha generato un figlio ibrido con Joe Sparrow.[9] Doppiata da Dee Bradley Baker.
- Chuck: Un coltivatore di tulipani rapido a riparare abitazioni, a cui i Plantar affidano la loro residenza durante il loro viaggio a Newtopia.[48] Doppiato in originale da Matt Braly e in italiano da Giacomo Maria Sannibale.
- Sadie Croaker: Una vecchia rana cieca dall'occhio sinistro, proprietaria di un negozio di prodotti caseari. Ha rispetto per Hop-Pop,[16] mentre inizialmente ha antipatia per Sprig e nutre diffidenza verso Anne,[4] anche se poi cambia opinione su di loro.[50][18] Nonostante le apparenze, è una grande esperta in combattimento, essendo un'ex agente segreta.[51] Possiede una tarantola domestica di nome Archie, che si comporta come un cane. Doppiata in originale da Laila Berzins e in italiano da Silvia Tortarolo.
- Albus Duckweed: Un tritone che fa da critico locale[52] e maestro di cerimonia.[22] Doppiato in originale da Kevin McDonald e in italiano da Gianluca Cortesi.
- Fern: Una parrucchiera ingenua e distratta[21] che prende parte alla resistenza contro la tirannia di Andrias e del Nucleo.[53] Doppiata in originale da Natalie Palamides.
- Maddie Flour: Figlia del signor Flour, è una giovane rana esperta nella magia che assiste il padre con la panetteria. Per breve tempo si fidanza con Sprig,[54] finché lui non le chiede di rompere, rimanendo amici.[45] Nonostante il suo aspetto e i modi di fare inquietanti, è gentile e comprensiva. La sua passione per la magia la porta a trascurare il suo rapporto con le sorelle; rendendosi conto di ciò, accetta di trascorrere più tempo con loro.[40] Nove mesi dopo la sconfitta nel Nucleo, Maddie ha aperto una propria attività nella quale vende le sue pozioni.[9] Doppiata in originale da Jill Bartlett e in italiano da Fabiola Bittarello.
- Mr. Flour: Il fornaio locale, padre di Maddie e delle sue sorelle.[55] Sembra sperare un fidanzamento tra Maddie e Sprig.[54] Doppiato in originale da Kevin Michael Richardson e in italiano da Luca Graziani.
- Rosemary, Ginger e Lavender Flour: Tre girini, sorelle minori di Maddie.[23] Loro e Maddie avevano uno stretto legame, finché lei non iniziò a trascurarle per dedicarsi alla magia. Dopo che le sorelle si sono messe in pericolo nel tentativo di attirare la sua attenzione, Maddie riconosce il suo errore e promette di trascorrere nuovamente del tempo con loro.[40] Nove mesi dopo la battaglia finale, sono cresciute loro le gambe e aiutano Maddie a gestire il suo negozio.[9] Doppiate in originale da Eden Riegel (prima stagione) e Marlow Barkley, Ella Allan e Mia Allan.
- Rano-bot (Frobo): Un robot precedentemente appartenuto all'esercito di Anfibia, che giace tra le rovine di un antico edificio finché non viene riattivato accidentalmente da Anne e dai Plantar.[56] A loro insaputa, li segue fino a Wartwood, e, nonostante un'iniziale ostilità, viene accettato dalla popolazione locale; in particolar modo, Polly decide di prenderlo sotto la sua custodia.[28] Durante lo scontro contro Andrias, viene distrutto dal re mentre protegge Polly e rimane intatta solo la testa, che Polly porta con sé a Los Angeles,[7] dove cerca di ricostruirgli un corpo.[27] Riesce nel suo intento una volta tornati ad Anfibia e Rano-bot partecipa con i protagonisti alla ribellione contro re Andrias, ricoprendo dei ruoli essenziali nelle battaglie finali.[8] Nove mesi dopo, aiuta la popolazione a riprendersi dagli effetti della guerra.[9] Doppiato da Matt Braly.
- Gunther: Una rana zannuta del sud, tendenzialmente gentile e amichevole, che però diventa enorme e aggressiva quando si arrabbia. Vive nella palude fuori città. Doppiato in originale da Chris Sullivan.
- Buck Leatherleaf: Lo sceriffo di Wartwood. Doppiato in originale da James Adomian.
- Leopold Loggle: Un axolot proprietario di un negozio di falegnameria; era un fabbro, finché non ebbe un incidente impalandosi accidentalmente la laringe. Quando il governo tirannico di Andrias porta alla devastazione di Anfibia, Loggle si unisce alla ribellione di Sasha e diventa incredibilmente muscoloso.[12] Nove mesi dopo la sconfitta del Nucleo, avendo smesso di allenarsi, torna di corporatura normale.[9] Doppiato in originale da Brian Maillard e in italiano da Oliviero Dinelli.
- MicroAngelo: Una piccola lumaca rosa adottata da Polly a Newtopia. Viene presa sotto l'ala protettiva di Bessie e diventa parte integrante della famiglia Plantar. Doppiato da Dee Bradley Baker.
- Monroe: Il rivale di Hop-Pop per l'affetto di Sylvia. Doppiato in originale da Paul Eiding.
- Zechariah Nettles: Un viandante dall'aspetto inquietante di una rana perennemente sorridente, con un uncino al posto della mano. In realtà è uno spirito benevolo che aiuta i viandanti a trovare la strada verso Wartwood.[57]
- Walliam "Wally Mono-occhio" Ribbiton (One-Eyed Wally): Il vagabondo locale; ha un aspetto trasandato e modi di fare eccentrici che portano gran parte dei cittadini a considerarlo pazzo. Anne, in seguito a un'esperienza condivisa con lui, impara a rispettarlo e ne diventa amica.[58] La sua famiglia è nobile, ma lui preferisce nasconderlo per condurre uno stile di vita semplice e vagabondo e solo Anne e i Plantar sono a conoscenza di ciò.[59] Ha un talento naturale per il muay thai.[60] Doppiato in originale da James Patrick Stuart e in italiano da Maurizio Montecchiesi.
- Quentin: Un cassiere di Grub & Go. Doppiato in originale da Scott Menville.
- Soggy Joe: Una rana camionista e survivalista,[13] amico di Polly.[25] Si unisce alla resistenza quando il governo di re Andrias mette in pericolo Anfibia.[61] Doppiato in originale da Fred Tatasciore e in italiano da Roberto Fidecaro.
- Stumpy: Un cuoco con mani protesiche intercambiabili. Anne lo convince a non chiudere il suo locale fatiscente, insegnandogli la cucina thailandese. Doppiato in originale da John DiMaggio e in italiano da Stefano Alessandroni (st. 1-2) e da Fabio Gervasi (st. 3)
- Felicia Sundew: Madre di Ivy e figlia di Sylvie, gestisce un chiosco di tè. Apparentemente è una rana molto attenta ai buoni costumi e al galateo, ma in passato è stata un'avventuriera e intende portare la figlia con sé nei suoi viaggi quando sarà pronta. Le sue abilità nelle faccende di tutti i giorni sono dovute alla sua capacità nel Muay Thai.[60] Doppiata in originale da Kaitlyn Robrock e in italiano da Emanuela Damasio.
- Ivy Sundew: Figlia di Felicia e nipote di Sylvia. È una piccola rana amante dell'avventura, amica di Sprig dall'infanzia. I due hanno una cotta reciproca ma, dopo essere stati costretti a corteggiarsi dalle rispettive famiglie, decidono di rimanere amici,[22] diventando una coppia nella terza stagione. Inizialmente ha una bassa considerazione di sua madre, ritenendola snob e autoritaria, ma si ricrede quando Felicia le rivela di volerla portare con se in spedizioni avventuriere quando sarà pronta.[60] Lei e Sprig diventano eccessivamente appiccicosi, decidendosi di moderarsi quando ciò mette a rischio una missione della ribellione.[53] Nove mesi dopo la battaglia finale, Ivy parte con Sprig per esplorare un continente appena scoperto.[9] Doppiata in originale da Katie Crown e in italiano da Lucrezia Marricchi.
- Sylvia Sundew: Madre di Felicia e nonna di Ivy. Lei e Hop-Pop hanno dei sentimenti reciproci risalenti a quando erano giovani e mai del tutto sopiti e, dopo essersi reincontrati dopo anni, iniziano ufficialmente una relazione.[15] Dapprima Sprig si ingelosisce per le attenzioni che Hop-Pop le riserva, ma in seguito l'accetta come membro aggiuntivo della famiglia.[62] Nove mesi dopo la sconfitta del Nucleo, Sylvia è andata a vivere con Hop-Pop.[9] Doppiata in originale da Mona Marshall e in italiano da Daniela Amato.
- Tad: Un artigiano del vetro, arruolato da Anne per realizzare un grande schermo con cui mostrare ai cittadini di Wartwood un film attraverso al suo cellulare.[23] Doppiato in originale da Sam Riegel.
- Toadie: Una piccola rana, fedele assistente personale del sindaco Toadstool.[4] I suoi modi gentili lo portano a subire spesso soprusi; tuttavia, quando Anfibia cade preda della dittatura di re Andrias, impara a diventare più indipendente e combattivo.[46] Nell'epilogo, nove mesi dopo la sconfitta del Nucleo, Toadie è diventato il sindaco di Wartwood ed è assistito da Toadstool.[9] Doppiato in originale da Jack McBrayer e in italiano da Lorenzo Crisci.
- Frodrick Toadstool: Un rospo sindaco di Wartwood; sotto la facciata altruistica e benevola, è corrotto, avido e arrogante.[4] Arriva a sottrare denaro dalle tasse dei cittadini, portando i rospi a sequestrare i beni delle rane, prima di essere smascherato;[50] ciò nonostante, alle elezioni successive, viene rieletto come sindaco vincendo contro Hop Pop.[17] Si dimostra comunque in grado di compiere buone azioni per il benessere comune, anche se afferma di farlo sempre solo per profitto.[18] Successivamente cambia sinceramente e diventa un sindaco più responsabile.[63] Nove mesi dopo la battaglia finale, si è ritirato ed è diventato l'assistente del nuovo sindaco, Toadie.[9] Doppiato in originale da Stephen Root e in italiano da Renato Cecchetto (st. 1-2) e Luciano Roffi (st. 3)
- Tuti: La massaggiatrice della città e cacciatrice di taglie part-time.[21] Doppiata in originale da April Winchell.

### Abitanti di Torri dei Rospi
- Aldo: Capitano di Torre dei Rospi Nord. Si tratta del capitano dei rospi più anziani, ha un aspetto decrepito e si muove e parla raramente, tanto che gli altri rospi a volte lo danno per morto. Doppiato in originale da Ron Cephas Jones.
- Beatrix "Bea": Una rospa delle canne, capitano della Torre dei Rospi Ovest e sorella maggiore di Grime. Pur volendosi bene, i due tendono spesso a litigare e a mettersi in competizione.[33] Quando vengono rivelate le vere intenzioni di Andrias, Beatrix sfugge alla cattura con gli altri rospi,[34] accettando di aiutare la resistenza di Sasha e Anne a patto che Sprig la sconfigga in uno scontro, data l'ostilità centenaria tra rane e rospi. Sprig, grazie all'addestramento, riesce; ciò porta Beatrix a rispettare le rane e a mantenere fede al suo accordo.[37] Guida i rospi alla ribellione finale contro Andrias.[64] Doppiata in originale da Aisling Bea.
- Bog: Uno spietato rospo soldato armato di un martello gigante, che fa da esattore delle tasse a Wartwood, esercitando prepotenze contro la popolazione finché Anne non gli si oppone.[50] Abbandona Grime con gran parte dell'esercito dopo la distruzione della torre,[32] iniziando ad operare come banditi. Diventa il nuovo reggente della torre[63] e, in seguito, partecipa alla battaglia contro le forze di Andrias.[65] Nove mesi dopo lo scontro finale, viene accennato al fatto che abbia avviato un'attività netturbina.[9] Doppiato in originale da Darin De Paul e in italiano da Luca Graziani.
- Braddock: Una giovale e amichevole soldatessa rospa, amante del giardinaggio.[31] Nella seconda stagione, lui e Braddock sono gli unici due soldati rimasti fedeli a Grime e Sasha,[32] ma se ne vanno anche loro quando Sasha li mette in pericolo mostrando poca cura per loro.[33] Prima di tornare sulla Terra, Sasha chiede a Grime di trovare Percy e Braddock per scusarsi e dire loro addio da parte sua.[9] Doppiata in originale da Kristen Johnston (st. 1) e April Winchell (st. 2) e in italiano da Antonella Alessandro.
- Bufo: Capitano di Torre dei Rospi Est. Doppiato in originale da Daisuke Tsuji e in italiano da Gabriele Tacchi
- Fens: Un'aggressiva soldatessa rospo che brandisce un kanabō e fa da esattrice delle tasse a Wartwood, esercitando violenze sulla popolazione finché Anne non le si oppone.[50] Come gran parte dell'esercito, abbandona Grime dopo la distruzione della torre[32] per diventare una bandita.[63] Partecipa allo scontro con re Andrias[65] e, nove mesi dopo la battaglia, si menziona il fatto che faccia parte dell'attività netturbina di Bog.[9] Doppiata in originale da April Winchell e in italiano da Alessandra Chiari.
- Mire: Un rospo soldato interamente coperto da un'armatura, che si esprime attraverso versi.[50] Si separa da Grime dopo la distruzione della torre[32] per diventare un bandito. Partecipa allo scontro con re Andrias[65] e, nove mesi dopo la battaglia, si menziona il fatto che faccia parte dell'attività netturbina di Bog.[9]
- Percy: Un amichevole soldato rospo che sogna di diventare un giullare.[31] Nella seconda stagione, lui e Braddock sono gli unici due soldati rimasti fedeli a Grime e Sasha,[32] ma se ne vanno anche loro quando Sasha li mette in pericolo mostrando poca cura per loro.[33] Prima di tornare sulla Terra, Sasha chiede a Grime di trovare Percy e Braddock per scusarsi e dire loro addio da parte sua.[9] Doppiato in originale da Matt Jones e in italiano da Luca Mannocci.

### Abitanti di Newtopia
- Aldrich: Il re di Newtopia precedente a Andrias, nonché suo padre. È spietato e determinato a continuare l'invasione della Terra, plagiando il figlio affinché continui l'impresa dopo di lui. Anche da morto continua a influenzare Andrias e le sue decisioni, dal momento che la sua coscienza sopravvive come parte del Nucleo e comunica con lui attraverso la corona.[44] Doppiato in originale da William Houston e in italiano da Edoardo Siravo.
- Barrel: Un rospo dal temperamento duro ma amichevole, vissuto anni prima dell'inizio della storia come membro della guardia reale. Era l'inseparabile amico di Aldrich e di Leif, finché quest'ultima non fuggì con la Calamity Box per prevenire la visione apocalittica che aveva avuto. Dal momento che Barrel non riuscì a impedirle di scappare, venne punito da Aldrich, che lo confinò a guardia dei villaggi di rane nelle campagne adiacenti a Newtopia. L'accaduto portò alla rottura dell'amicizia tra Barrel e Andrias e diede inizio alla faida tra le rane e i rospi.[44] Venne ucciso successivamente da un verme narvalo. Anni dopo, il suo martello leggendario viene recuperato da Sasha e Grime per riottenere il rispetto degli altri rospi[33] e, nell'epilogo, l'oggetto viene usato dall'anziano Andrias come bastone da passeggio.[9] Doppiato in originale da Jason Ritter e in italiano da Francesco Pezzulli.
- Leif: Una giovane rana discendente dei Plantar. Lavorava come giardiniera reale ed era amica intima del principe Andrias e del rospo Barrel, finché non ebbe una visione apocalittica tramite la Calamity Box. Resasi conto delle intenzioni malevole di Aldrich, Leif decise a malincuore di fuggire dal castello con la Calamity Box, venendo per questo etichettata come una traditrice dai reali e provocando una rottura definitiva nel rapporto tra lei, Andrias e Barrel.[44] Si rifugiò a Wartwood e cambiò il suo nome in Lily Plantar, sposando un contadino del posto e costruendosi una nuova vita. Prima di morire a una veneranda età, scrisse una lettera ad Andrias per spiegargli le sue azioni ed esprimere rimpianto per la loro separazione. Anni dopo, Sprig fa ricevere la lettera ad Andrias e ciò gioca un ruolo fondamentale nel pentimento del sovrano e nella salvezza di Anfibia.[9] Doppiata in originale da Cassandra Lee Morris e in italiano da Agnese Marteddu.
- Yunan Longclaw: Una tritone del lago Yunnan con artigli retrattili nei guanti. È la più giovane tritone ad aver mai raggiunto il grado di generale a Newtopia; negli scontri dà prova di essere spietata e assetata di sangue, tanto di decidere di combattere senza il supporto di un esercito in quanto "la rallenterebbe".[32] Le sue uniche debolezze sono la fobia per i grubhog[42] e la tendenza di presentarsi pomposamente con la sua lunga sequela di titoli, cosa che porta alla sua sconfitta quando cerca di catturare Grime e Sasha.[32] Nonostante sia fedele a re Andrias, quando quest'ultimo rivela i suoi propositi conquistatori e inizia a saccheggiare le risorse di Anfibia, si allea con Lady Olivia per salvare Marcy e cercare di fermare Andrias. Il loro piano fallisce, in quanto Marcy viene posseduta dal Nucleo e Yunan e Olivia sono poste sotto il controllo mentale di Andrias,[42] finché non vengono liberate da Anne e Sasha.[65] Dopo essere sfuggita nuovamente alla prigionia del Nucleo, Yunan aiuta Sasha e Grime a liberare Marcy e contribuisce a combattere l'esercito robot di Andrias.[8] Dopo la battaglia finale, Yunan intreccia una relazione sentimentale con Olivia e dà addio a Marcy prima che torni sulla Terra. Nove mesi dopo, si è ritirata e progetta di trasferirsi con Olivia a Wartwood.[9] Doppiata in originale da Zehra Fazal e in italiano da Benedetta Ponticelli. L'interpretazione del personaggio è basata su quella del Team Rocket e di Darkwing Duck.[66]
- Joe Sparrow: Un passero gigante che fa da mezzo di trasporto e da destriero a Marcy. Spesso aiuta anche gli altri personaggi durante gli scontri. Nove mesi dopo lo scontro finale, ha avuto dei figli ibridi con Bessie.[9] Il suo nome è un omaggio al concept artist Joe Sparrow.
- Lady Olivia: Una tritone consigliera reale di re Andrias,[38] posizione ereditata da sua madre.[42] Ha un atteggiamento tendenzialmente perbenista e severo[67] e inizialmente è disorientata dal comportamento esuberante di Marcy, sebbene si affezioni a lei mentre l'aiuta a integrarsi. Quando Adrias rivela le sue vere intenzioni di conquistare altri universi, estraendo risorse ad Anfibia, Olivia è costretta a sottostare al suo volere,[7] ma si allea alla prima occasione con il generale Yunan per salvare Marcy e cercare di fermare Andrias; il piano fallisce quando Andrias le scopre e pone sotto il suo controllo tramite dei collari.[42] Le due cercano di fermare gli oppositori durante l'assalto al castello, ma sono liberate da Anne e Sasha.[65] Successivamente vengono catturate dal Nucleo e Olivia aiuta Sasha e Grime a liberare Marcy dal controllo mentale del Nucleo.[8] Nello scontro finale combatte insieme a Yunan. Dopo aver salutato Marcy prima del suo definitivo ritorno sulla Terra, Olivia stringe una relazione amorosa con Yunan e, nove mesi dopo, insieme progettano di trasferirsi a Wartwood.[9] Doppiata in originale da Michelle Dockery e in italiano da Alessandra Berardi (st. 2) e da Loretta Di Pisa (st. 3).
- Ranobot: Robot dalle fattezze di rana che formano il personale esercito di Re Andrias e del Nucleo. Vengono tutti sconfitti dalla resistenza.

### Abitanti di Proteus
- Lysil e Angwin: Due protei bifronti che litigano costantemente. inizialmente cercano di divorare Polly e Sprig, ma vengono battuti da loro in astuzia.[68] Dopo essere stati banditi da Proteus, accettano di aiutare Anne e i loro alleati a ottenere informazioni per salvare Anfibia da Andrias. Dopo che hanno rischiato la loro vita per salvare Proteus, vengono riaccolti.[69] Doppiati in originale da Laila Berzins e Chris Wylde e in italiano da Benedetta Degli Innocenti e da Gianluca Cortesi.
- Mamma Proteo: Un'enorme proteo, estremamente antica e saggia. Condivide con i protagonisti informazioni riguardo al potere delle gemme e alla profezia riguardanti Anne, Sasha, Marcy e il destino di Anfibia.[9][70] Doppiata in originale da Whoopi Goldberg e in italiano da Sonia Scotti.
- Parisia: La leader dei protei, che rifiuta di riconoscere l'imminente pericolo dell'esercito di Andrias.[69] Doppiata in originale da Rachel House.

### Abitanti di Los Angeles
- Ally e Jess: Chiamate anche IT Gals, sono una coppia di ragazze amanti della tecnologia, che parlano della loro passione attraverso video sui social. Aiutano Polly a riparare Ranobot[27] e, in seguito, collaborano con i Plantar e i Boonchuy per riportare le rane e Anne ad Anfibia.[71] Partecipano alla battaglia sulla Terra.[8] Doppiate in originale, rispettivamente, da Melissa Villaseñor e da Dana Davis e in italiano da Francesca Rinaldi e da Greta Bonetti.
- Domino: Il gatto bianco e nero di Anne, a cui è molto affezionata.[72]
- Signora Boonchuy: La madre di Anne, co-gestrice del ristorante thailandese Thai Go. È una donna severa, ma anche premurosa nei confronti della figlia. È molto legata alla cultura e alla comunità thailandese di cui fa parte; durante i mesi in cui Anne è scomparsa, ha ricevuto grande sostegno dai vicini e dal costruire effigi e memoriali per la figlia. Nonostante lo shock iniziale, accetta di ospitare i Plantar e di aiutarli a tornare ad Anfibia. Resta colpita nel realizzare la maturazione di Anne, sostenendo la sua decisione di andare nuovamente ad Anfibia per salvarla.[71] Successivamente, lei e il marito diventano degli agenti addestrati dell'Agente X e aiutano Anne e i Plantar nella battaglia sulla Terra.[8] Doppiata in originale da On Braly (la madre di Matt Braly) e in italiano da Alessandra Berardi.
- Signor Boonchuy: Il padre di Anne, co-gestore del ristorante thailandese Thai Go. Accetta con la moglie di ospitare i Plantar, dimostrando estrema gratitudine nei loro confronti per aver aiutato la figlia durante la sua permanenza ad Anfibia. Resta colpito nel realizzare la maturazione di Anne, sostenendo la sua decisione di andare nuovamente ad Anfibia per salvarla.[71] Successivamente, lui e la moglie diventano degli agenti addestrati dell'Agente X e aiutano Anne e i Plantar nella battaglia sulla Terra.[8] Doppiato in originale da Brian Sounalath e in italiano da Riccardo Scarafoni.
- Dottoressa Jan: La curatrice del Museo di Storia Naturale, eccentrica e ossessionata dagli extraterrestri e dai criptidi. Aiuta Anne e i Plantar a tornare ad Anfibia e partecipa alla battaglia sulla Terra contro le forze di Andrias. Doppiata in originale da Anika Noni Rose e in italiano da Domitilla D'Amico.
- Jenna: L'assistente di Mr. X, silenziosa ed efficiente.
- Maggie: Una compagna di Anne che si diverte a prenderla in giro.[18] Cambia idea su di lei dopo aver assistito alla battaglia di Los Angeles.[8] Doppiata in originale da Eden Riegel.
- Molly Jo: Una bambina, nipote di Robert e amica di Sprig.[73] Conosce la vera identità dei Plantar e aiuta loro e Anne a tornare ad Anfibia.[71] È un riferimento a Mary Jane Watson. Doppiata in originale da Cassie Glow e in italiano da Noemi Giacci.
- Mr. X: Un agente dell'FBI eccentrico ed enigmatico. Scoprendo dell'arrivo dei Plantar sulla Terra, deicide di catturarli per sezionarli e compiere esperimenti su di loro, credendoli alieni ostili.[74] Anne riesce a fuggire con i Plantar ad Anfibia prima che Mr. X riesca nel suo intento, dopodiché l'agente viene a sapere la verità dai signori Boonchuy.[71] Addestra questi ultimi come agenti e combatte con loro, Anne e i Plantar contro le forze di Andrias durante l'invasione della Terra.[8] Doppiato in originale da RuPaul e in italiano da Stefano Brusa.
- Robert Otto: Il proprietario di uno sfasciacarrozze e autoproclamato "supervisore della sicurezza del vicinato". Quando Sprig diventa il supereroe "Frog-Man", Robert si ingelosisce e usa il braccio robotico di Ranobot per diventare un suo oppositore. Grazie alla nipote Molly Jo si pente delle sue azioni e aiuta a ripulire i danni causati in combattimento. Il suo alias da supercattivo è un riferimento al Dottor Octopus.[73]  Doppiato in originale da Brad Garrett e in italiano da Alessandro Ballico.
- Terri: Ex assistente della dottoressa Frakes, una giovane scienziata che aiuta Anne e i Plantar a tornare ad Anfibia costruendo un portale apposito.[75] Li assiste nello scappare da Mr. X[71] e, successivamente, combatte contro le forze di re Andrias durante l'invasione sulla Terra.[8] Nel libro Marcy's Journal: A Guide to Amphibia viene rivelato che ha fatto coming out come non-binary. Doppiata in originale da Kate Micucci e in italiano da Serena Ventrella.
- Humphrey Westwood: Un anziano bidello aspirante attore molto simile a Hop-Pop, con cui stringe amicizia. È molto gentile e disposto a rinunciare alle sue possibilità per aiutare gli altri; riesce a realizzare il suo sogno di recitazione grazie a Hop-Pop, che decide di rinunciare alla sua carriera in suo favore.[76] In seguito, aiuta Anne e i Plantar a tornare ad Anfibia[71] e assiste allo scontro sulla Terra.[8] Doppiato in originale da Wallace Shawn e in italiano da Carlo Valli.

### Altri personaggi
- Becka Salt: Un'artista di strada che si esibisce durante il Natale.[43] In originale è doppiata da Rebecca Sugar, creatrice della serie Cartoon Network Steven Universe, che le dà anche voce in originale. Il suo nome, rivelato in Marcy's Journal: A Guide to Amphibia, è una parodia di quello della Sugar.
- Il Curatore / Mr. Ponds: Il sinistro proprietario del museo delle cere Curiosity Hut, che trasforma i visitatori del suo museo in statue di cera per poi ucciderle. Anne e i Plantar lo incontrano facendo tappa nel suo museo durante il viaggio verso Newtopia.[77] Si tratta di una versione alternativa del Prozio Stan di Gravity Falls, serie a cui ha lavorato Braly come artista e regista; come assistente ha una versione rana di Soos.[78] Doppiato in originale da Alex Hirsch (medesimo doppiatore del Prozio Stan) e in italiano da Roberto Stocchi.
- Domino II: Una creatura di Anfibia che somiglia a un ibrido gatto-falena. Nonostante le sue tendenze predatorie, Anne si affeziona a lei per la sua somiglianza con il suo gatto Domino. Cerca di allevarla, ma è costretta a lasciarla andare quando diventa una falena adulta.[72] Tempo dopo, la salva dalla cattura dell'esercito di Andrias con i suoi cuccioli;[61] essendo Domino II l'alfa della sua specie, porta i suoi simili ad aiutare la popolazione di Anfibia nella ribellione contro re Andrias.[65]
- Gary: Un grande fungo luminoso in grado di prendere il controllo delle menti di creature viventi. Dopo aver messo in pericolo Anne e i Plantar,[79] trova una comunità che si sottomette al suo controllo volontariamente per poter prosperare. Inizialmente ostile ai Plantar, Hop-Pop lo convince a collaborare contro la minaccia di Andrias.[80] Doppiato in originale da Tony Hale.
- Guardiano: Il guardiano supremo delle Gemme, che veglia sull'universo da eoni. La sua vera forma è un'indescrivibile sfera di luce intollerabile all'occhio umano, quindi assume la forma di Domino. Ha in programma di passare il suo lavoro ad Anne dopo 78 anni.[9] Doppiato in originale da Charlyne Yi.
- Moss Man: Una misteriosa creatura umanoide di muschio che infesta le terre di Anfibia. Solo Anne e Wally il Monocolo sembrano averlo visto, ma la sua elusività rende difficile per gli altri credere alla sua esistenza.[58] In seguito viene rivelato che Re Andrias lo ha catturato e usa il suo DNA per migliorare la tecnologia medica di Newtopia e far sopravvivere Marcy.[42] La creazione del Moss Man viene attribuita a Leif.[44] Un Moss Man appare in seguito per aiutare i ribelli nello scontro con Andrias.[65]
- Tritonio Espada: Un tritone orientale e un esperto istruttore di combattimento, che insegna ad Anne, Sprig e Polly come combattere. In realtà è un criminale che li usa per compiere una rapina.[81] In seguito ritorna a capo di una banda di ladri che derubano Re Andrias e Anne lo convince a restare con la sua squadra e ad unirsi alla ribellione.[82] Guida i tritoni nella ribellione finale contro Andrias.[64] Doppiato in originale da Matt Chapman e in italiano da Francesco De Francesco (st. 1) e da Alessandro Budroni (st. 3)
- Valeriana: Una misteriosa tritone monca che gestisce una bancarella di antiquariato al Bazaar Bizzarro. Sembra conoscere la Calamity Box e il destino di Anne.[83] In seguito si scopre che è la guardiana del secondo tempio e mette alla prova Anne in base alla forza del suo cuore e al suo coraggio.[84] Valeriana in seguito dà ad Anne, Sasha e Marcy il potere di combattere il Nucleo, e in seguito usa i frammenti rimasti delle pietre per riportarle sulla Terra.[9] Doppiata in originale da Susanne Blakeslee e in italiano da Doriana Chierici